# Patrice Canayer

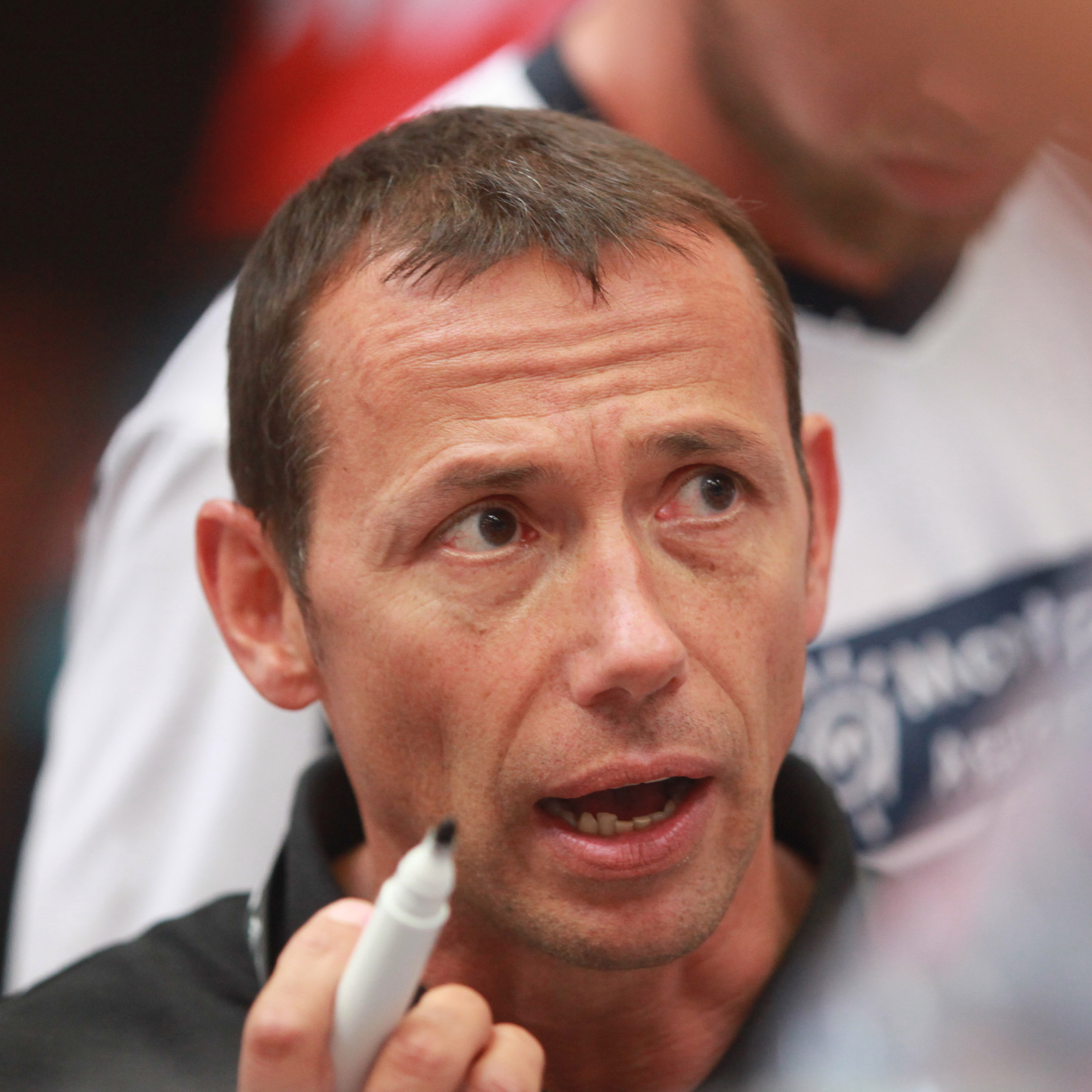
Patrice Canayer 2010.

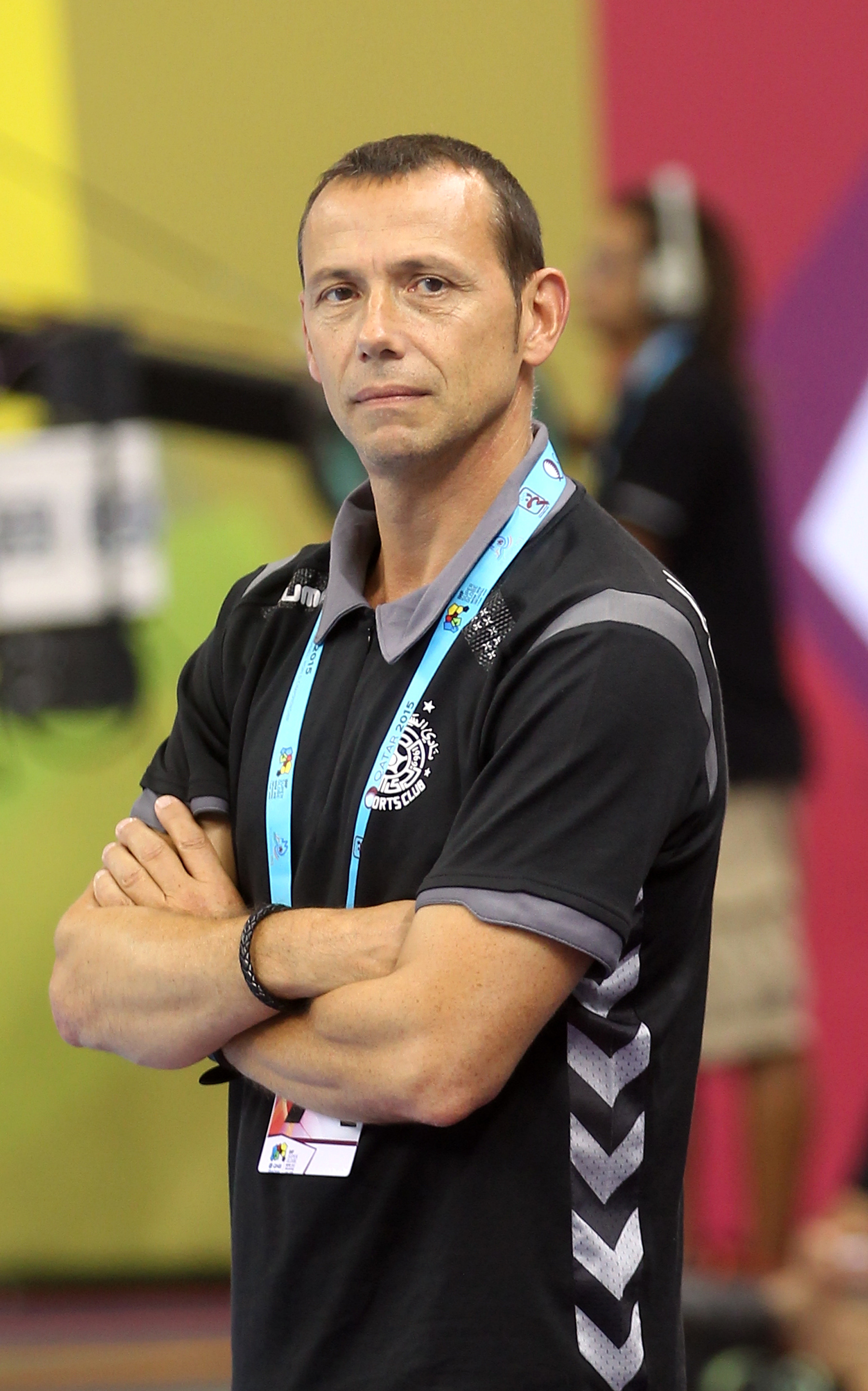
Patrice Canayer 2012.

Patrice Canayer, född 4 april 1961 i Nîmes, är en fransk handbollstränare och före detta handbollsspelare. Han är huvudtränare för Montpellier HB i LNH Division 1 sedan 1994.

## Klubbar
Som spelare
- Spuc Bordeaux (1982–1985)
- Paris-Asnières (1985–1994)

Som tränare
- Paris-Asnières (spelande tränare, 1988–1994)
- Montpellier HB (1994–)

## Meriter
Som tränare
- EHF Champions League-mästare: 2 (2003, 2018)
- Fransk mästare: 14 (1995, 1998–2000, 2002–2006, 2008–2012)
- Fransk cupmästare: 13 (1999–2003, 2005–2006, 2008–2010, 2012–2013, 2016)
- Fransk ligacupmästare: 10 (2004–2008, 2010–2012, 2014, 2016)